# الدوري الإيطالي 1966–67
الدوري الإيطالي الدرجة الأولى 1966–67 (بالإيطالية: Serie A 1966-1967)‏ هو موسم من الدوري الإيطالي الدرجة الأولى. أقيم خلال الفترة 18 سبتمبر 1966 وحتى 1 مايو 1967، وفاز فيه يوفنتوس ووصيفة نادي انتر ميلان